# Ladyville
Ladyville, conosciuta anche come Leidivilis, è una città del Belize, appartenente al distretto di Belize. Si tratta di uno dei comuni della nazione più ad est, posto sul Mar dei Caraibi. È localizzato a circa 17 km dall'ex capitale Belize City. 
All'interno del territorio comunale è sito l'Aeroporto Internazionale Philip S. W. Goldson, che serve la città di Belize City.

## Frazioni
- Vista Del Mar Area
- New/Old Site
- Marage Road Area
- Japan
- Lake Gardens
- Bainton Bank Area